# Eleazar Wheelock

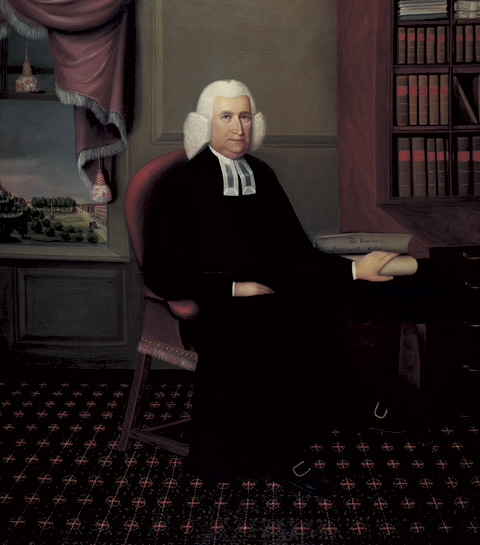
Eleazar Wheelock

Eleazar Wheelock (22 april 1711 – 24 april 1779) was een Amerikaanse congregationale dominee, redenaar, opvoeder, en oprichter van Dartmouth College.
Hij is geboren in Windham, Connecticut als zoon van Ralph Wheelock en Ruth Huntington. Hij is de kleinzoon van Rev. Ralph Wheelock, de eerste leraar van de eerste door de gemeenschap gefinancierde school in de Verenigde Staten in Dedham (Massachusetts). De plaats Wheelock in Vermont is naar hem vernoemd. Het is gelegen in Caledonia County.
In 1743 nam hij een student, genaamd Samson Occom, een indiaan van de Mohegan stam, die Engels sprak, en hij werd bekeerd tot het christendom in zijn kindertijd.
- Gemeinsame Normdatei: 108911219X
- International Standard Name Identifier: 0000 0000 8453 4800
- Library of Congress Control Number: n86143970
- Nationale Bibliotheek van Israël: 987007443565105171
- SNAC: w6vd6xwt
- Virtual International Authority File: 77806028
- WorldCat: E39PBJfMfXqkB4fJmtmtHdW7HC